# 柘荣话
柘荣话是闽语闽东片的一种方言，通行于福建省宁德市柘荣县。在语言学中，柘荣话属闽东片福宁小片，以双城镇的城关口音为标准口音。
柘荣话属闽语闽东片的一种方言，部分地区受到福安话、霞浦话、福鼎话和蛮讲的一定影响，带有与县城的柘荣话不一样的腔调，与柘荣话皆可互通。柘荣县境内也有不少说浙南闽南语、福州话、汀州话和畲话的方言岛，但他们在村中说自己的母语，出村则说柘荣话，因此柘荣话在全境皆可通用。柘荣话不仅与福宁小片其他方言相近，与侯官小片的福州话也存在不少相似度。
中华人民共和国成立后，当地政府大力推广普通话，今日的年轻人已习惯于说普通话。受此影响，柘荣话融入了越来越多普通话的成分。

## 音韵体系
1990年代縣志記錄柘荣话共有15个声母、52个韵母和7个声调。2007年秋谷裕幸調查距離縣城12公里的柘荣縣富溪鎮音系，記錄了聲母17個、韻母47個，7個聲調（發音人：游国用，1937年生，竹篾技藝師；温登全，1940年生，務農和生意人）。

### 声调
| 標號 | 1       | 2       | 3       | 4       | 5         | 6     | 7     |
| 調類 | 陰平    | 陽平    | 上聲    | 陰去    | 陽去      | 陰入  | 陽入  |
| 音值 | ˦˨ (42) | ˨˩ (21) | ˥˩ (51) | ˧˥ (35) | ˨˩˧ (213) | ˥ (5) | ˨ (2) |
| 例字 | 衣      | 夷      | 以      | 意      | 異        | 一    | 亦    |

## 连读音变
柘荣话的连读音可变分为连读变调和连读变声两种。

## 脚注
1. ↑  《柘荣县志》 （页面存档备份，存于）（请参见“第二十九篇　方　言”一节）
2. ↑  秋谷裕幸. . 福建人民出版社. 2010: 144.